# Прата-ді-Порденоне
Прата-ді-Порденоне (італ. Prata di Pordenone, вен. Prata de Pordenon) — муніципалітет в Італії, у регіоні Фріулі-Венеція-Джулія, провінція Порденоне.
Прата-ді-Порденоне розташована на відстані близько 450 км на північ від Рима, 100 км на захід від Трієста, 10 км на південний захід від Порденоне.
Населення — 8547 осіб (2014).
Щорічний фестиваль відбувається 13 грудня. Покровитель — Santa Lucia.

## Демографія
Населення за роками:

Станом на 1 січня 2023 року в муніципалітеті офіційно проживав 1471 іноземець з 53 країн, серед них 663 громадяни країн Євросоюзу та 34 громадяни України.

## Сусідні муніципалітети
- Бруньєра
- Мансуе
- Пазіано-ді-Порденоне
- Порчія
- Порденоне
- Портобуффоле